# Pycreus cooperi
Pycreus cooperi är en halvgräsart som beskrevs av Charles Baron Clarke. Pycreus cooperi ingår i släktet Pycreus och familjen halvgräs. IUCN kategoriserar arten globalt som livskraftig. Inga underarter finns listade i Catalogue of Life.